# ジェイコブ・ジヴ
ジェイコブ・ジヴ（ヘブライ語: יעקב זיו, Jacob Ziv、1931年11月27日 - 2023年3月25日）は、イスラエルの電気工学者である。可逆データ圧縮アルゴリズムであるLZ77・LZ78の開発者の一人である。

## 生涯
ジヴは1931年11月27日にイギリス領パレスチナのティベリアで生まれた。イスラエル工科大学で学び、電子工学の分野で理学の学士号を1954年に、理学修士号を1957年に受けた。1962年にマサチューセッツ工科大学(MIT)より理学博士号を受けた。
1970年よりイスラエル工科大学の教員となり、現在は電気工学のHerman Gross ProfessorおよびTechnion Distinguished Professorである。ジヴの研究分野はデータ圧縮・情報理論・統計的通信理論である。
1974年から1976年まで電気工学科の学科長、1978年から1982年まで学務副総長を務めた。1987年から3年間のサバティカルの間、ベル研究所情報研究部に在籍した。
1955年から1959年まで、イスラエル国防省の主任研究員として、通信システムの研究開発に従事した。MITの博士課程に在籍していた1961年から1962年までの間、Melparの応用科学部門の主任研究員として通信理論の研究を行った。1962年に通信部の主任としてイスラエル国防省の科学部門に戻り、イスラエル工科大学電気工学科の助手となった。
1968年から1970年まで、ベル研究所の技術スタッフのメンバーとなった。1985年から1991年まで、イスラエルの大学計画補助委員会の委員長だった（大学計画補助委員会は、イスラエル政府と大学との間の橋渡しをし、予算案を作成して政府に提出し、それを各大学に割り当てる）。1981年からイスラエル科学・人文アカデミーに在籍し、1995年から2004年までその代表を務めた。
2023年3月25日、死去。91歳没。その前月にはLZ77を共に開発したエイブラハム・レンペルも死去していた。

## 受賞
- 1993年、イスラエル賞を受賞した[3]
- 1995年、「情報理論への貢献と、データ圧縮の理論と実践」についてIEEEリチャード・ハミングメダルを受賞した[4]。1998年、IEEE情報理論ソサイエティ（英語版）より「Golden Jubilee Award for Technological Innovation」を受賞した[5]。
- 1997年、IEEE情報理論ソサイエティよりクロード・E・シャノン賞を受賞した[6]。
- 1998年、エドゥアルト・ライン財団基礎研究賞（Basic Research Award）を受賞した[7]。
- 2002年、ロスチャイルド賞を受賞した[8]。
- 2008年、BBVA財団知識フロンティア賞（BBVA Foundation Frontiers of Knowledge Award）情報通信技術部門を受賞した[9]。